# Muhammad Kounta
Muhammad Abdallah Kounta (* 27. Oktober 1994 in Paris) ist ein französischer Sprinter und Hürdenläufer, der sich auf die 400-Meter-Distanz spezialisiert hat.

## Sportliche Laufbahn und Leben
Erste internationale Erfahrungen sammelte Muhammad Kounta im Jahr 2018, als er bei den Mittelmeerspielen in Tarragona in 50,18 s den siebten Platz im 400-Meter-Hürdenlauf belegte. Anschließend erreichte er bei den Europameisterschaften in Berlin das Halbfinale und schied dort mit 49,58 s aus. Bei den World Athletics Relays 2021 im polnischen Chorzów belegte er in 3:06,16 min den siebten Platz mit der französischen der 4-mal-400-Meter-Staffel. Anschließend nahm er mit der Staffel an den Olympischen Sommerspielen in Tokio teil und verpasste dort mit 3:00,81 min den Finaleinzug. Im Jahr darauf gelangte er bei den Mittelmeerspielen in Oran mit 3:05,35 min auf Rang fünf mit der Staffel. 2023 schied er bei den Halleneuropameisterschaften in Istanbul mit 47,55 s in der ersten Runde im 400-Meter-Lauf aus und gewann mit der Staffel in 3:06,52 min gemeinsam mit Gilles Biron, Téo Andant und Victor Coroller die Silbermedaille hinter dem belgischen Team. Im Jahr darauf wurde er bei den Europameisterschaften in Rom in der Mixed-Staffel disqualifiziert und belegte mit der Männerstaffel in 3:01,43 min den vierten Platz. Im August wurde er bei den Olympischen Sommerspielen in Paris im Finale der Mixed-Staffel disqualifiziert und gelangte mit der Männerstaffel mit 3:07,30 min im Finale auf Rang neun.
2024 wurde Kounta französischer Meister im 400-Meter-Lauf.

## Persönliche Bestleistungen
- 400 Meter: 45,19 s, 30. Juni 2024 in Angers
  - 400 Meter (Halle): 46,28 s, 19. Februar 2023 in Aubière
- 400 m Hürden: 49,41 s, 8. Juli 2018 in Albi